# Model de sis raigs

Geometria del model de sis raigs amb localització d'antenes d'igual alçada en qualsevol punt del carrer en vista superior.

El model de sis raigs s'aplica en un entorn urbà o interior on un senyal de ràdio transmès es trobarà amb alguns objectes que produeixen còpies reflectides, refractes o disperses del senyal transmès. Aquests s'anomenen components del senyal multipath; s'atenuen, es retarden i es desplacen del senyal original (LOS) a causa d'un nombre finit de reflectors amb ubicació i propietats dielèctriques conegudes, els senyals LOS i múltiples camins es sumen al receptor.
Aquest model s'aproxima a la propagació d'ones electromagnètiques representant el front d'ona com a partícules simples. Així, els efectes de reflexió, refracció i dispersió s'aproximen utilitzant equacions geomètriques simples en lloc de les equacions d'ona de Maxwell.
El model més senzill és el de dos raigs que prediu la variació del senyal resultant d'una reflexió del sòl que interfereix amb el camí de pèrdua. Aquest model és aplicable en zones aïllades amb alguns reflectors, com camins rurals o passadís.
L'enfocament de dos raigs anterior es pot estendre fàcilment per afegir tants raigs com sigui necessari. Podem afegir raigs que reboten a cada costat d'un carrer en un passadís urbà, que condueixen a un model de sis raigs. A continuació es presenta la deducció del model de sis raigs.

## Deducció matemàtica

### Antenes d'altures iguals situades al centre del carrer

Vista angular dels sis raigs transmesos amb xoc a la paret per a antenes d'igual alçada

Per a l'anàlisi d'antenes amb alçades iguals doncs {\displaystyle h_{t}=h_{r}=h}, determinant que per als dos raigs següents que es reflecteixen una vegada a la paret, el punt en què xoquen és igual a aquesta alçada {\displaystyle h}. També per cada raig que es reflecteix a la paret, hi ha un altre raig que es reflecteix al terra en un nombre igual als reflexos a la paret més un, en aquests raigs hi ha distàncies diagonals per a cada reflex i la suma d'aquestes distàncies es denomina {\displaystyle d'}.

Geometria del model de 6 raigs amb ubicació de l'antena al mig del carrer

En estar situat al centre del carrer la distància entre les antenes {\displaystyle T_{X}} i {\displaystyle R_{X}}, els edificis i l'amplada dels carrers són iguals en ambdós costats de manera que {\displaystyle w_{t1}=w_{r1}=w_{t2}=w_{r2}}, definint així una única distància {\displaystyle w}.
El model matemàtic de propagació de sis raigs es basa en el model de dos raigs, per trobar les equacions de cada raig implicat. La distància {\displaystyle d} que separa les dues antenes, és igual al primer raig directe {\displaystyle R_{0}} o línia de visió (LOS), és a dir:
{\displaystyle R_{0}=d}
Pel raig reflectit sota {\displaystyle R_{0}} aplica el teorema de Pitàgores, en el triangle rectangle que es forma entre la reflexió de {\displaystyle R_{0}} com la hipotenusa i el raig directe obtenint:
{\displaystyle R_{0}'={\sqrt {d^{2}+(2*h)^{2}}}}
Per {\displaystyle R_{1}} es torna a aplicar el teorema de Pitàgores, sabent que una de les frontisses és el doble de les distàncies entre el transmissor i l'edifici a causa de la reflexió de {\displaystyle w} i la distància diagonal a la paret:

Vista lateral de sis raigs transmesos amb xoc a la paret i receptor de paret per a antenes d'igual alçada

{\displaystyle R_{1}={\sqrt {d^{2}+(2*w)^{2}}}}
Per {\displaystyle R_{1}} el segon raig es multiplica dues vegades però es té en compte que la distància és la meitat del tercer raig per formar el triangle equivalent tenint en compte que {\displaystyle d_{1}} és la meitat de la distància de {\displaystyle R_{1}} i aquestes han de ser la meitat de la distància de la línia de visió {\displaystyle d} :
{\displaystyle R_{1}'=2*{\sqrt {\left({\frac {R_{1}}{2}}\right)^{2}+(2h)^{2}}}}
Per {\displaystyle R_{1}} y {\displaystyle R_{2}} la deducció i les distàncies són iguals, per tant:
{\displaystyle R_{2}=R_{1}}
{\displaystyle R_{2}'=R_{1}'}

### Antenes d'altures iguals situades en qualsevol punt del carrer
Com que el raig directe LOS no varia i no té variació angular entre els raigs, la distància dels dos primers raigs {\displaystyle R_{0}} i {\displaystyle R_{0}^{'}} de model no varia i es dedueix segons el model matemàtic per a dos raigs. Per als altres quatre raigs aplica el següent procés matemàtic:
{\displaystyle R_{1}} s'obté mitjançant una anàlisi geomètrica de la vista superior del model i s'aplica els triangles del Teorema de Pitàgores, tenint en compte la distància entre la paret i les antenes. {\displaystyle w_{t1}}, {\displaystyle w_{r1}}, {\displaystyle w_{t2}}, {\displaystyle w_{r2}} són diferents:
{\displaystyle R_{1}={\sqrt {d^{2}-(w_{t1}-w_{r2})^{2}+(w_{t1}+w_{t2}-w_{r2})^{2}}}}
Per a la semblança de triangles a la vista superior del model es determina l'equació {\displaystyle R_{1}} :

Vista lateral d'antenes a diferents alçades, sense obstacles

{\displaystyle d'={\sqrt {d^{2}-(w_{t1}-w_{r2})^{2}}}}
{\displaystyle x={\frac {(w_{r2}*R_{1})}{w_{r2}+w_{t2}+w_{t1}-w_{r2}}}}
{\displaystyle R_{1}'={\sqrt {(R_{1}-x^{2})+(2*h^{2})}}+{\sqrt {(x)^{2}+(2*h)^{2}}}}
Per {\displaystyle R_{1}} i {\displaystyle R_{2}} la deducció i les distàncies són iguals aleshores:
{\displaystyle R_{2}=R_{1}}
{\displaystyle R_{2}'=R_{1}'}

### Antenes de diferents altures situades al centre del carrer
Per a antenes de diferents alçades amb raigs que reboten a la paret, cal assenyalar que la paret és el mig punt, on els dos raigs transmesos cauen sobre aquesta paret. Aquesta paret té la meitat de l'alçada entre l'alçada del {\displaystyle T_{X}} i {\displaystyle R_{X}}, vol dir més petit que el transmissor i més alt que el receptor i aquest alt és on els dos raigs impacten en el punt, i després reboten cap al receptor. El raig reflectit deixa dos reflexos, un que té la mateixa altura de la paret i l'altre el receptor, i el raig de la línia de visió manté la mateixa direcció entre el {\displaystyle T_{X}} i el {\displaystyle R_{X}}. La distància diagonal d´ que separa les dues antenes es divideix en dues distàncies a través de la paret, s'anomena una {\displaystyle a} i l'altre {\displaystyle d-a}.

Vista angular de dos raigs transmesos amb xoc a la paret en antenes de diferents alçades.

### Antenes de diferents altures situades en qualsevol punt del carrer
Per al model matemàtic de propagació de sis raigs per a antenes de diferents alçades situades en qualsevol punt del carrer, {\displaystyle h_{t}\neq h_{r}}, hi ha una distància directa {\displaystyle d} que separa les dues antenes, el primer raig es forma aplicant el teorema de Pitàgores a partir de la diferència d'altures de les antenes respecte a la línia de visió:
{\displaystyle R_{0}={\sqrt {d^{2}+(h_{t}-h_{r})^{2}}}}
El segon raig o raig reflectit es calcula com el primer raig però s'afegeixen les altures de les antenes per formar el triangle rectangle.
{\displaystyle R_{0}'={\sqrt {d^{2}+(h_{t}+h_{r})^{2}}}}
Per deduir el tercer raig es calcula l'angle entre la distància directa {\displaystyle d} i la distància de la línia de visió {\displaystyle R_{0}}
{\displaystyle \cos \theta ={\frac {h_{t}-h_{r}}{R_{0}}}}
Ara deduint l'altura que la resta de la paret respecte l'alçada del receptor s'anomena {\displaystyle z} per semblança els triangles:
{\displaystyle {\frac {z}{a}}={\frac {h_{t}}{d'}}}
{\displaystyle z={\frac {h_{t}*~a}{d'}}}
Per similitud de triangles es pot deduir la distància on el raig incideix contra la paret fins a aconseguir la perpendicular del receptor anomenada a :
{\displaystyle {\frac {a}{w^{t2}}}={\frac {d'}{w_{t1}+w_{r1}}}}
{\displaystyle a={\frac {d'*w_{t2}}{\left(w_{t1}+w_{r1}\right)}}}
{\displaystyle R_{1}={\frac {{\sqrt {(h_{t}-h_{r}-z)^{2}+(d'-a)^{2}}}+{\sqrt {z^{2}+a^{2}}}}{\cos \theta }}}
Per semblança dels triangles es pot deduir l'equació del quart raig:
{\displaystyle R_{1}'={\frac {{\sqrt {(h_{t}+h_{r}+z)^{2}+(d'-a)^{2}}}+{\sqrt {(2h_{r}+z)^{2}+a^{2}}}}{\cos \theta }}}
Per {\displaystyle R_{1}} i {\displaystyle R_{2}} la deducció i les distàncies són iguals, per tant:
{\displaystyle R_{2}=R_{1}}
{\displaystyle R_{2}'=R_{1}'}

## Pèrdua de camí d'espai lliure al model

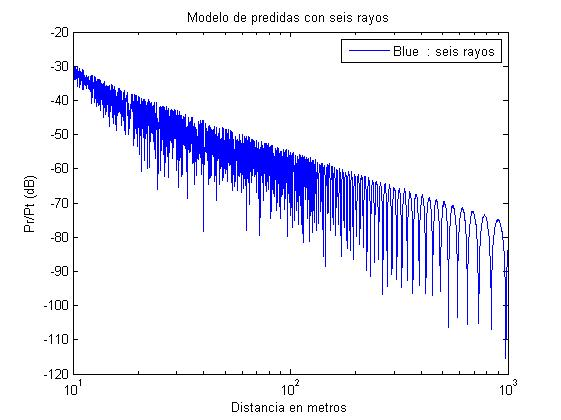
Pèrdua de trajectòria a l'espai lliure en el model de sis raigs.

Considereu un senyal transmès a l'espai lliure un receptor situat a una distància d del transmissor. Es poden afegir raigs que reboten a cada costat d'un carrer en un passadís urbà, que condueixen a un model de sis raigs, amb raigs. {\displaystyle R_{0}}, {\displaystyle R_{1}} i {\displaystyle R_{2}} cadascun amb un raig de rebot directe i un de terra.
Cal fer una hipòtesi important per simplificar el model: {\displaystyle T} és petit en comparació amb la longitud del símbol de la informació útil, és a dir {\displaystyle s(t)=s(t-T)}. Per als raigs que reboten fora de la terra i a cada costat del carrer, aquesta hipòtesi és bastant segura, però en general haurem recordat que aquestes hipòtesis signifiquen la dispersió dels retards (difusió dels valors). {\displaystyle T} ) és menor que la velocitat de transmissió dels símbols.
El model de pèrdua de camí en l'espai lliure de sis raigs es defineix com:
{\displaystyle p_{0}(t)={\sqrt {(G_{i}G_{r})}}{\frac {\lambda }{4\pi }}\left({\frac {\exp(j*2\pi *R_{0}/{\lambda })}{R_{0}}}+\Gamma {\frac {\exp(j*2\pi *R_{0}'/{\lambda })}{R_{0}'}}\right)}